# 올다발
위상수학에서 올다발(미국 영어: fiber bundle, 영국 영어: fibre bundle)은 국소적으로 두 공간의 곱집합처럼 보이는 위상 공간이다. 전체적(globally)으로는 위상적으로 단순한 곱집합과 위상동형이 아니라 더 복잡한 위상구조를 가지고 있을 수 있다. 다발 이론은 대수적 불변량을 통해 주어진 올다발이 어떤 위상구조를 가지는지 다룬다.

## 정의
{\displaystyle E,B,F}가 세 개의 위상 공간이라고 하자. 대략, {\displaystyle E}의 모든 점 근처의 근방이 {\displaystyle B\times F}의 꼴이라면 {\displaystyle E}를 밑공간(base space) {\displaystyle B} 위에 놓인, 올공간(fiber space)이 {\displaystyle F}인 올다발이라고 한다.
엄밀히 말해, 올다발 {\displaystyle (E,B,\pi ,F)}는 다음과 같은 데이터로 이루어져 있다. {\displaystyle E}, {\displaystyle B}, {\displaystyle F}는 위상 공간이며,
{\displaystyle \pi \colon E\to B}
는 올다발에서 밑공간으로 사영하는 연속적인 전사 함수다. 이 데이터가 올다발을 이루기 위해서는 임의의 점 {\displaystyle x\in E}에 대하여, {\displaystyle \pi ^{-1}(U)}가 {\displaystyle U\times F}와 위상동형인 근방 {\displaystyle U\ni \pi (x)}가 존재하여야 한다. 뿐만 아니라, {\displaystyle \pi \colon \pi ^{-1}(U)\to U}가 사영 함수 {\displaystyle U\times F\to U}와 (위상 동형 아래) 같아야 한다.

### 다발 사상
같은 밑공간 위의 두 올다발
{\displaystyle E{\overset {\pi _{E}}{\twoheadrightarrow }}B{\overset {\pi _{F}}{\twoheadleftarrow }}F}
이 주어졌다고 하자. {\displaystyle E}에서 {\displaystyle F}로 가는 다발 사상(-寫像, 영어: bundle map) {\displaystyle f\colon E\to F}는
{\displaystyle \pi _{E}=f\circ \pi _{F}}
를 만족시키는 연속 함수이다. 즉, 다음 그림이 가환하여야 한다.
{\displaystyle {\begin{matrix}E&{\overset {\pi _{E}}{\twoheadrightarrow }}&B\\{\scriptstyle f}\downarrow &&\downarrow \scriptstyle \operatorname {id} _{B}\\F&{\underset {\pi _{F}}{\twoheadrightarrow }}&B\end{matrix}}}

## 예

### 자명한 다발
올다발의 가장 간단한 예는 {\displaystyle E=B\times F}인 경우다. 이 때 {\displaystyle \pi \colon (b,f)\mapsto b}는 단순히 사영 함수다. 이러한 경우를 자명한 다발(trivial bundle)이라고 한다.

### 벡터 다발
올다발의 대표적인 예는 벡터 다발이다. 이는 올다발의 올공간이 벡터 공간인 경우로, 리만 다양체의 접다발과 공변접다발이 대표적인 예이다. 1차원 벡터 다발은 선다발이라고 한다.

### 주다발
주다발은 올공간이 군을 이루는 경우로, 미분위상수학과 미분기하학에서 중요한 역할을 하며 또한 게이지 이론에 핵심적인 개념이다.

### 피복 공간
올공간이 {\displaystyle n}개의 점으로 구성된 이산 공간인 올공간은 {\displaystyle n}겹 피복 공간이라고 한다.

### 기타 올다발
이 밖에도, 올이 다른 임의의 위상 공간을 이룰 수 있다. 예를 들어, 호프 다발은 그 올이 구인 경우다.

## 참고 문헌
- Steenrod, Norman (1951). 《The topology of fibre bundles》. Princeton Mathematical Series (영어) 14. Princeton: Princeton University Press. ISBN 978-0-691-00548-5. MR 0039258. Zbl 0942.55002.
- Bleecker, David (1981), 《Gauge Theory and Variational Principles》, Reading, Mass: Addison-Wesley publishing, ISBN 0-201-10096-7
- Ehresmann, C. 〈Les connexions infinitésimales dans un espace fibré différentiable〉. 《Colloque de Topologie (Espaces fibrés), Bruxelles, 1950》. Georges Thone, Liège; Masson et Cie., Paris, 1951. 29–55쪽.
- Husemöller, Dale (1994), 《Fibre Bundles》, Springer Verlag, ISBN 0-387-94087-1
- Michor, Peter W. (2008), 《Topics in Differential Geometry》, Graduate Studies in Mathematics, Vol. 93, Providence: American Mathematical Society (to appear).
- Voitsekhovskii, M.I. (2001). “Fibre space”. 《Encyclopedia of Mathematics》 (영어). Springer-Verlag. ISBN 978-1-55608-010-4.

## 같이 보기
- 올뭉치
- 엽층
- 주다발
- 벡터 다발
- 선다발
- 에레스만 접속